# Сьоньяк
Сьонья́к (фр. Sioniac, окс. Seunhac) — коммуна во Франции, находится в регионе Лимузен. Департамент — Коррез. Входит в состав кантона Больё-сюр-Дордонь. Округ коммуны — Брив-ла-Гайярд.
Код INSEE коммуны — 19260.
Коммуна расположена приблизительно в 440 км к югу от Парижа, в 110 км юго-восточнее Лиможа, в 33 км к югу от Тюля.

## Население
Население коммуны на 2008 год составляло 244 человека.
| 1962 | 1968 | 1975 | 1982 | 1990 | 1999 | 2008 |
| ---- | ---- | ---- | ---- | ---- | ---- | ---- |
| 211  | 221  | 187  | 190  | 199  | 206  | 244  |

## Экономика

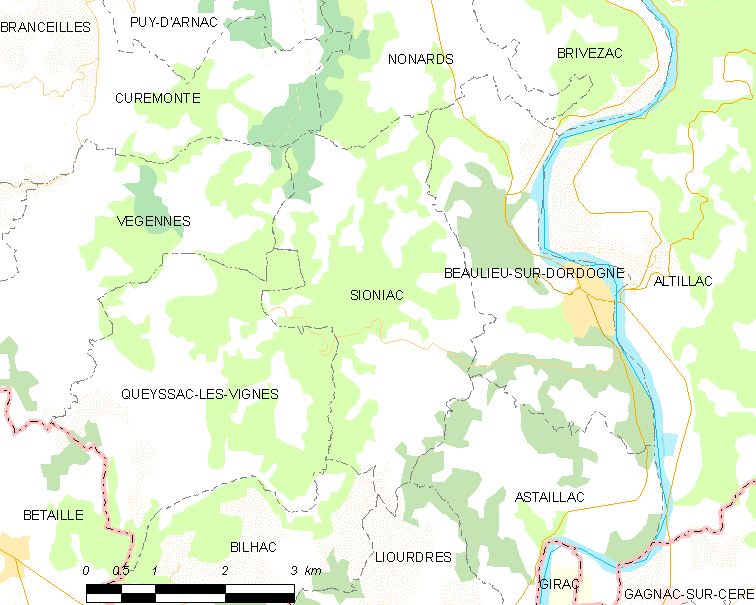
Карта коммуны

В 2007 году среди 141 человека в трудоспособном возрасте (15-64 лет) 98 были экономически активными, 43 — неактивными (показатель активности — 69,5 %, в 1999 году было 70,4 %). Из 98 активных работали 95 человек (49 мужчин и 46 женщин), безработных было 3 (2 мужчин и 1 женщина). Среди 43 неактивных 5 человек были учениками или студентами, 29 — пенсионерами, 9 были неактивными по другим причинам.

## Достопримечательности
- Церковь Сен-Сатюрнен (XI—XII века). Памятник истории с 1949 года[3]